# Itame lycioidaria
Itame lycioidaria är en fjärilsart som beskrevs av Claude Herbulot 1957. Itame lycioidaria ingår i släktet Itame och familjen mätare. Inga underarter finns listade i Catalogue of Life.